# EUNIC
EUNIC (European Union National Institutes for Culture) je sdružení evropských národních kulturních institutů. Mezi členy je i organizace Česká centra.
Současní členové EUNIC (duben 2011):
- Österreichisches Kulturforum, Bundesministerium für auswärtige Angelegenheiten
- Wallonie-Bruxelles International, *Vlaams-Nederlands Huis deBuren, *Flemish Department for Foreign Affairs
- Bulgarian Cultural Centres, Ministry of Culture
- Cyprus Ministry of Education and Culture
- Česká centra
- Goethe-Institut
- Institute for Foreign Relations - IFA
- Det Danske Kulturinstitut
- Eesti Instituut
- Instituto Cervantes
- Suomen kulttuuri- ja tiedeinstituutit
- Alliance française
- Institut français
- British Council
- Hellenic Republic Ministry of Foreign Affairs
- Istituto Italiano di Cultura
- Culture Ireland
- Latvian Institute
- Società Dante Alighieri
- Polish Institutes, Department of Public Diplomacy, Ministry of Foreign Affairs of Poland
- Instituto Camões
- Institutul Cultural Român
- SICA - Stichting Internationale Cullturele Activiteiten
- Slovenský institut
- Slovenian Ministry of Culture
- Svenska institutet
- Balassi Institute
- Centre Culturel de Rencontre Abbaye de Neumunster